# プリズナーズ・オブ・ゴーストランド
『プリズナーズ・オブ・ゴーストランド』（原題：Prisoners of the Ghostland）は、2021年のアメリカのスリラー映画。園子温が監督、アーロン・ヘンドリーとレザ・シクソ・サファイが脚本を務め、ニコラス・ケイジ、ソフィア・ブテラ、ビル・モーズリーらが出演する。

## あらすじ
ヒーローはプロの犯罪者として名をとどろかせていたがある日、銀行強盗に失敗する。裏社会を牛耳るガバナーに失敗を責められたヒーローは、ガバナーから自分のもとを逃げ出した女バーニスを連れ戻すよう命じられる。
ヒーローは彼女を探すうち、“ゴーストランド”という町にたどり着く。そこは、東洋と西洋の文化が混じり合う、暴力に満ちた町だった。

## キャスト
- ヒーロー：ニコラス・ケイジ
- バーニス：ソフィア・ブテラ
- ガバナー：ビル・モーズリー
- サイコ：ニック・カサヴェテス
- ヤスジロウ：TAK∴
- スージー：中屋柚香
- ラットマン：YOUNG DAIS
- ステラ：古藤ロレナ
- ナンシー：縄田カノン
- キュリ：栗原類
- ナベ：渡辺哲
- ガムボーイ：潤浩
- 忍者：鈴木聖奈

## 製作

### 開発
2018年12月、園子温がニコラス・ケイジ主演の初の海外製作・英語デビュー『プリズナーズ・オブ・ゴーストランド』に取り組んでいることが発表された。ケイジは本作を「今まで作った中で最もワイルドな映画になるかもしれない」と語った。2019年2月、イモージェン・プーツの出演に決まった直後、園は心筋梗塞による緊急手術を受け、本作のプリプロダクションを中止した。2019年11月、アーロン・ヘンドリーとレザ・シクソ・サファイの脚本から、ソフィア・ブテラ、エド・スクライン、ビル・モーズリー、YOUNG DAIS、坂口拓が非公開の役柄で参加した。

### 撮影
2019年11月6日に日本でプリンシパルフォトグラフィーが開始され、谷川創平が撮影監督を務めた。また、2020年3月31日にカリフォルニア州ロサンゼルスで撮影が行われた。

## 公開
2021年1月31日に開催された「2021年サンダンス映画祭」でワールドプレミア上映された。RLJEフィルムズがサンダンス映画祭で本作の配給権を獲得し、2021年9月17日に劇場およびビデオ・オン・デマンドで公開する。

## 評価

### 批評家の反応
Rotten Tomatoesでは、70人の評論家のレビューをもとに76%の支持率を得ており、平均評価は6.4/10となっている。同サイトの批評家の意見では、「『プリズナーズ・オブ・ゴーストランド』は、園の最も特徴的な作品からは程遠いが、ニコラス・ケイジの爆発的な演技をフィーチャーした、愉快でゴージャスなジャンルのマッシュアップを楽しみたい視聴者は、楽しめるかもしれない」としている。Metacriticでは、14人の批評家のレビューをもとにした加重平均スコアは100点満点中54点で、「賛否両論」となっている。
スクリーン・デイリー紙は、園子温の作品を高く評価し、「この映画は、様々な影響を受けたものに捕らえられていますが、ケイジはとてもエネルギッシュなので、その捕虜になることも気にならない」と書いている。バラエティ誌は、賛否両論のレビューを掲載し、「何となくだが、ケイジが園と組んでも不思議ではないように思える」と書いている。